# یواس‌اس اسکیپجک (اس‌اس ان-۵۸۵)
یواس‌اس اسکیپجک (اس‌اس ان-۵۸۵) (به انگلیسی: USS Skipjack (SSN-585)) یک زیردریایی بود که طول آن ۲۵۲ فوت (۷۷ متر) بود. این زیردریایی در سال ۱۹۵۸ ساخته شد.